# Diócesis de Pangkalpinang
La diócesis de Pangkalpinang (en latín: Dioecesis Pangkalpinangen(sis) y en indonesio: Keuskupan Pangkalpinang) es una circunscripción eclesiástica latina de la Iglesia católica en Indonesia, sufragánea de la arquidiócesis de Palembang. La diócesis tiene al obispo Adrianus Sunarko, O.F.M. como su ordinario desde el 28 de junio de 2017.

## Territorio y organización
La diócesis tiene 27 021 km² y extiende su jurisdicción sobre los fieles católicos de rito latino residentes en las provincias de Bangka-Belitung e Islas Riau y en la regencia de Indragiri Hilir en la provincia de Riau.
La sede de la diócesis se encuentra en la ciudad de Pangkal Pinang, en donde se halla la Catedral de San José.
En 2020 en la diócesis existían 17 parroquias.

## Historia
La prefectura apostólica de Bangka y Biliton fue erigida el 27 de diciembre de 1923 con el breve Cum propagationi del papa Pío XI, obteniendo el territorio de la prefectura apostólica de Sumatra (hoy arquidiócesis de Medan).
El 8 de febrero de 1951, en virtud de la bula Si enascens del papa Pío XII, la prefectura apostólica fue elevada a vicariato apostólico y asumió el nombre de vicariato apostólico de Pangkal-Pinang.
El 3 de enero de 1961 el vicariato apostólico fue elevado a diócesis con la bula Quod Christus del papa Juan XXIII. Originalmente era sufragánea de la arquidiócesis de Medan.
El 1 de julio de 2003 pasó a formar parte de la nueva provincia eclesiástica de la arquidiócesis de Palembang.
A partir del Anuario Pontificio de 2019 se nombra con la grafía actual, dejando sin cambios el nombre en latín.

## Estadísticas
De acuerdo al Anuario Pontificio 2021 la diócesis tenía a fines de 2020 un total de 58 237 fieles bautizados.
| Año                                                                             | Población            | Población | Población      | Sacerdotes | Sacerdotes    | Sacerdotes    | Bautizados por sacerdote | Diáconos permanentes | Religiosos | Religiosos | Parroquias |
| Año                                                                             | Bautizados católicos | Total     | % de católicos | Total      | Clero secular | Clero regular | Bautizados por sacerdote | Diáconos permanentes | Varones    | Mujeres    | Parroquias |
| ------------------------------------------------------------------------------- | -------------------- | --------- | -------------- | ---------- | ------------- | ------------- | ------------------------ | -------------------- | ---------- | ---------- | ---------- |
| 1950                                                                            | 2150                 | 466 720   | 0.5            | 18         | 1             | 17            | 119                      |                      | 16         | 25         |            |
| 1970                                                                            | 11 055               | 785 000   | 1.4            | 18         | 1             | 17            | 614                      |                      | 36         | 35         | 1          |
| 1980                                                                            | 14 143               | 964 803   | 1.5            | 16         | 2             | 14            | 883                      |                      | 22         | 22         | 1          |
| 1990                                                                            | 20 265               | 1 148 888 | 1.8            | 18         | 3             | 15            | 1125                     |                      | 30         | 27         | 1          |
| 1999                                                                            | 28 106               | 1 659 762 | 1.7            | 26         | 19            | 7             | 1081                     |                      | 12         | 51         | 10         |
| 2000                                                                            | 28 034               | 1 730 394 | 1.6            | 29         | 21            | 8             | 966                      |                      | 13         | 54         | 10         |
| 2001                                                                            | 30 441               | 1 898 048 | 1.6            | 25         | 18            | 7             | 1217                     |                      | 12         | 54         | 10         |
| 2002                                                                            | 33 385               | 2 013 524 | 1.7            | 30         | 19            | 11            | 1112                     |                      | 26         | 59         | 11         |
| 2003                                                                            | 34 726               | 1 694 762 | 2.0            | 35         | 22            | 13            | 992                      |                      | 19         | 52         | 11         |
| 2004                                                                            | 35 505               | 1 848 989 | 1.9            | 37         | 27            | 10            | 959                      |                      | 16         | 66         | 12         |
| 2010                                                                            | 49 100               | 2 335 000 | 2.1            | 61         | 49            | 12            | 804                      |                      | 18         | 70         | 14         |
| 2016                                                                            | 58 090               | 3 345 856 | 1.7            | 63         | 48            | 15            | 922                      |                      | 21         | 78         | 14         |
| 2019                                                                            | 55 421               | 3 495 000 | 1.6            | 77         | 56            | 21            | 719                      |                      | 27         | 84         | 17         |
| 2020                                                                            | 58 237               | 3 460 226 | 1.7            | 76         | 56            | 20            | 766                      |                      | 26         | 77         | 17         |
| Fuente: Catholic-Hierarchy, que a su vez toma los datos del Anuario Pontificio. |                      |           |                |            |               |               |                          |                      |            |            |            |

## Episcopologio
- Theodosius Jan J. Herckenrath, SS.CC. † (18 de enero de 1924-1928 renunció)
- Vitus Bouma, SS.CC. † (29 de mayo de 1928-19 de abril de 1945 falleció)
  - Sede vacante (1945-1951)
- Nicolas Pierre van der Westen, SS.CC. † (8 de febrero de 1951-11 de noviembre de 1978 renunció)
  - Sede vacante (1978-1987)
- Hilarius Moa Nurak, S.V.D. † (30 de marzo de 1987-29 de abril de 2016 falleció)
- Adrianus Sunarko, O.F.M., desde el 28 de junio de 2017